# Daphnia longispina
Daphnia longispina is een watervlooiensoort uit de familie van de Daphniidae. De wetenschappelijke naam van de soort werd in 1776 voor het eerst geldig gepubliceerd door Otto Friedrich Müller.